# 드라마 파라비
드라마 파라비(일본어: ドラマパラビ)는 TV 도쿄 계열에서 매주 수요일의 드라마이다.

## 작품 소개
- 《텐 천화 거리의 쾌남아》
- 《떠돌이 온천 엔도 켄이치》
- 《치유받고 싶은 남자》
- 《흠뻑 젖은 탐정 미즈노 하고로모》
- 《밀리언 죠》
- 《내세에는 제대로 하겠습니다》
- 《후지와라 타츠야의 세 번도》
- 《인터넷 흥망기》
- 《love⇄distance》
- 《목욕 걸!》
- 《일하지 않는 사람들》
- 《그러니까 메이크업》
- 《38세 바츠이치 독신녀가 매칭 앱을 해본 결과 일기》
- 《삼촌과 고양이》
- 《이상적인 남자》
- 《이분의 한 부부》
- 《내세에는 제대로 하겠습니다2》
- 《즉 좋아한다고 말하고 싶지만,》
- 《내세에는 제대로 하겠습니다 새해 첫 꿈 SP》
- 《부장과 사축의 사랑은 귀찮다》
- 《정신 강화 미녀 시라카와씨》
- 《미나토 상사 동전 세탁》
- 《부부 원만 레시피~교환하지? 하룻밤 만~》